# بارباريجا (لومبارديا)
باربايجا هي إحدى المجتمعات المحلية في مقاطعة بريشيا ، الواقعة في لومباردي .